# E. D. E. N. Southworth
Emma Dorothy Eliza Nevitte Southworth, née le 26 décembre 1819, et décédée le 30 juin 1899, est une romancière américaine.
Elle a écrit plus de 60 ouvrages dans la dernière partie du XIXe siècle, et fut probablement l'auteur le plus lu de cette période.

## Jeunesse et Education
E. D. E. N. Southworth naît Emma Nevitte le 26 décembre 1819 à Washington, D.C., de Susannah Wailes et Charles LeCompte Nevitte, un marchand de Virginie. Son père meurt en 1824 et, à sa demande, elle est baptisée Emma Dorothy Eliza Nevitte,. Elle étudie dans une école tenue par son beau-père, Joshua L. Henshaw. Elle se souviendra plus tard d'une enfance solitaire, ses moments les plus heureux étant consacrés à l'exploration à cheval de la région de Tidewater, dans le Maryland. Au cours de ces promenades, elle acquiert un intérêt constant pour l'histoire et le folklore de la région. Après avoir fréquenté l'école de son beau-père, elle achève ses études secondaires en 1835, à l'âge de 15 ans.

## Carrière
Elle accepte ensuite un poste d'institutrice.
En 1840, elle épouse l'inventeur Frederick H. Southworth , originaire d'Utica, dans l'État de New York, et s'installe avec son mari dans le Wisconsin pour y devenir enseignante. Après 1843, elle retourne à Washington, D.C., sans son mari et avec deux jeunes enfants.
Après la naissance de leur deuxième enfant, Frederick abandonne sa famille pour se lancer dans ruée vers l'or au Brésil. Southworth ne divorça jamais de son mari pour des raisons de conscience,.
Elle commence à écrire des histoires pour subvenir à ses besoins et à ceux de ses enfants lorsque son mari l'abandonne en 1844. Sa première histoire, " The Irish Refugee ", est publiée dans le Baltimore Saturday Visiter et certaines de ses premières œuvres paraissent dans The National Era, le journal qui a imprimé La Case de l'oncle Tom. La majeure partie de son œuvre est publiée sous forme de feuilleton dans le New York Ledger de Robert E. Bonner et, en 1857, Southworth signe un contrat d'exclusivité pour cette publication.
Le contrat d'exclusivité que Southworth signe avec Bonner en 1856 et les droits d'auteur des romans qu'elle publie lui rapportent environ 10 000 dollars par an, ce qui fait d'elle l'un des écrivains les mieux payés du pays. Southworth et ses enfants sont en mauvaise santé pendant une grande partie des années 1850, mais le contrat de Bonner lui garantit un revenu, quelles que soient les périodes d'inactivité dues à une mauvaise santé. Cet arrangement est resté intact pendant 30 ans.
Comme son amie Harriet Beecher Stowe, elle soutient le changement social et les droits des femmes, mais elle est loin d'être aussi active sur ces questions. Son premier roman, Retribution, un feuilleton pour le National Era, publié sous forme de livre en 1849, fut si bien accueilli qu'elle abandonna l'enseignement et devint une collaboratrice régulière de divers périodiques, en particulier du New York Ledger. Elle vit à Georgetown, D.C., jusqu'en 1876, puis à Yonkers, et de nouveau à Georgetown, où elle meurt le 8 juin 1899,.
Son œuvre la plus connue est The Hidden Hand (« La main cachée »). Elle est parue pour la première fois sous forme de feuilleton dans le New York Ledger en 1859, puis à deux reprises (1868-69, 1883) avant d'être publiée pour la première fois sous forme de livre en 1888. Bonner a utilisé l'attrait du roman pour "donner un coup de pouce occasionnel au tirage déjà massif de son hebdomadaire". Il met en scène Capitola Black, un protagoniste garçon manqué qui se retrouve dans une myriade d'aventures. Southworth a déclaré que presque toutes les aventures de son héroïne étaient tirées de la vie réelle. La plupart des romans de Southworth traitent du Sud des États-Unis à l'époque de l'après-guerre de Sécession. Elle en a écrit plus de soixante, dont certains ont été traduits en allemand, en français, en chinois, en islandais et en espagnol ; en 1872, une édition de trente-cinq volumes a été publiée à Philadelphie.
En 1889, un journaliste demande à Bonner : « Quels sont vos meilleurs auteurs d'histoires ? ». Sa réponse fut la suivante : « Mme Southworth et Sylvanus Cobb Jr., je pense que les histoires les plus populaires et les plus réussies jamais imprimées sous forme de feuilletons sont The Gunmaker of Moscow de Cobb et Hidden Hand de Mme Southworth. » 
Son romanTried for Her Life a été cité au chapitre 8 du roman Time and Again de Jack Finney.
Elle était membre de la Woman's National Press Association.

## Décès
Southworth est enterrée au cimetière Oak Hill (Oak Hill Cemetery) e Washington,.

## Ouvrages de Southworth
Note - La plupart des romans de Southworth ont été publiés en série avant leur parution, parfois sous des titres différents.
| - Retribution; or The Vale of Shadows: A Tale of Passion (1849) - The Deserted Wife (1850) - The Mother-in-Law; or The Isle of Rays / Married In Haste (1851) - Shannondale / The Three Beauties (1851) - Virginia and Magdalene; or The Foster Sisters / Two Sisters (1852) - The Discarded Daughter; or the Children of the Ilse: A Tale of the Chesapeake (1852) - The Curse of Clifton (1852) - Old Neighborhoods and New Settlements; or Christmas Evening Legends (1853) - The Lost Heiress (1854) - The Wife's Victory and Other Nouvellettes (1854) - The Missing Bride; or, Miriam the Avenger (1855) - The Widow's Son / Left Alone (1856) - India: The Pearl of Pearl River (1856) - Vivia; or The Secret of Power (1857) - The Two Sisters (1858) - The Lady of the Isle; or, The Island Princess (1859) - The Haunted Homestead and Other Nouvellettes (1860) - The Gipsy's Prophecy: A Tale of Real Life / The Bride Of An Evening (1861) - Hickory Hall; or The Outcast: A Romance of the Blue Ridge / The Prince Of Darkness (1861) - The Broken Engagement; or, Speaking theTruth for a Day (1862) - Love's Labor Won (1862) - The Fatal Marriage / Orville Deville (1863) - The Bridal Eve / Rose Elmer (1864) - Allworth Abbey / Eudora (1865) - The Bride of Llewellyn (1866) - The Fortune Seeker; or, The Bridal Day (1866) - The Coral Lady; or The Bronzed Beauty of Paris (1867) - Fair Play; or The Test of the Lone Isle (1868) - How He Won Her: A Sequel to Fair Play (1869) - The Changed Brides / Winning Her Way (1869) - The Brides Fate: A Sequel to "The Changed Brides" (1869) - The Family Doom; or The Sin of a Countess (1869) - The Maiden Widow: A Sequel to the "Family Doom" (1870) - The Christmas Guest; or The Crime and the Curse (1870) - Cruel as the Grave / Hallow Eve Mystery (1871) - Tried for Her Life (1871) - The Lost Heir of Linlithgow / The Brothers (1872) - The Noble Lord: The Sequel to "The Lost Heir of Linlithgow (1872) - A Beautiful Fiend; or, Through the Fire (1873) - Victor's Triumphs: The Sequel to "A Beautiful Fiend" (1874) - Mystery of Dark Hollow (1875) - Ishmael; or, In the Depths (1876) | - Self-Raised; or, From the Depths: A Sequel to "Ishmael." (1876) - The Red Hill Tragedy: A Novel (1877) - The Bride's Ordeal: A Novel (1877) - Her Love or Her Life: A Sequel to "The Bride's Ordeal: A Novel (1877) - Sybil Brotherton: A Novel (1879) - The Trail of the Serpent; or, The Homicide at Hawke Hall (1880) - Why Did He Wed Her? (1881) - For Whose Sake? A Sequel to "Why Did He Wed Her?" (1884) - A Deed Without a Name (1886) - Dorothy Harcourt's Secret: Sequel to a "A Deed Without a Name." (1886) - To His Fate: A Sequel to "Dorothy Harcourt's Secret" (pas de date) - When Love Gets Justice: A Sequel "To His Fate." (pas de date) - The Hidden Hand (1888 - A Leap in the Dark: A Novel (1889) - Unknown; or the Mystery of Raven Rocks (1889) - Nearest and Dearest: A Novel (1889) - Little Nea's Engagement: A Sequel to "Nearest and Dearest." (1889) - For Woman's Love: A Novel (1890) - An Unrequited Love: a Sequel to For Woman's Love (1890) - The Lost Lady of Lone (1890) - The Unloved Wife: A Novel (1890) - When the Shadow's Darken: A Sequel to the Unloved Wife (pas de date) - Lilith: A Sequel to "The Unloved Wife" (1891) - Gloria: A Novel (1891) - David Lindsay: A Sequel to Gloria (1891) - "Em": A Novel (1892) - Em's Husband (1892) - The Mysterious Marriage: A Sequel to "A Leap in the Dark" (1893) - A Skeleton in the Closet: A Novel (1893) - Brandon Coyle's Wife: A Sequel to "A Skeleton in the Closet" (1893) - Only a Girl's Heart: A Novel (1893) - The Rejected Bride (1894) - Gertrude Haddon (1894) - Sweet Love's Atonement: A Novel (1904) - Zenobia's Suitors: Sequel to Sweet Love's Atonement (1904) - The Struggle of a Soul: A Sequel to "The Lost Lady of Lone" (1904) - Her Mother's Secret (1910) - Love's Bitterest Cup: A Sequel to Her Mother's Secret" (1910) - When Shadow's Die: A Sequel to "Love's Bitterest Cup" (1910) - The Bride's Dowry (1915) - When Love Commands (pas de date) - Fulfilling Her Destiny: A Sequel to When Love Commands (pas de date) - The Initials: A Story of Modern Life (pas de date) - Capitola's Peril: A Sequel to The Hidden Hand (pas de date) - Beatrice; or, The Forsaken Daughter (pas de date) - The Maiden's Vow (pas de date) - The Refugee (pas de date) - The Artist's Love (pas de date) - Fallen Pride / The Mountain Girl's Love (pas de date) - Spectre Lover (pas de date) |

## Source
- (en) Cet article est partiellement ou en totalité issu de l’article de Wikipédia en anglais intitulé « E. D. E. N. Southworth » (voir la liste des auteurs).